# بلغة السالك لأقرب المسالك
بلغة السالك لأقرب المسالك هو كتاب في الفقه المالكي لأبي العباس أحمد بن محمد الصاوي المالكي (المتوفى: 1241 هـ) والكتاب معروف أيضًا بـحاشية الصاوي على الشرح الصغير. والشرح الصغير هو شرح الشيخ أحمد الدردير لكتابه المسمى أقرب المسالك لِمَذْهَبِ الْإِمَامِ مَالِكٍ.

## التعريف بالكتاب
الكتاب عبارة عن حاشية في فقه المالكية، حشّى بها الصاوي على الشرح الصغير لشيخه أحمد الدردير (ت 1201 هـ) أسماها: «بلغة السالك لأقرب المسالك». وهو شرح متوسط اهتم فيه مؤلفه بشرح المعاني اللغوية والشرعية للحدود الفقهية التي في أصله، واقتصر على الأقوال والروايات في المذهب مع بيان الراجح منها، وتعرضه لذكر الأدلة والبراهين قليل، ولا تعرض له للمذاهب الأخرى. والكتاب يعد من المراجع المعتمدة في المذهب المالكي، ولا يستغني عنه أحد من الدارسين في المذهب المالكي.